# هالا (فیلم)
هالا یک فیلم درام محصول سال ۲۰۱۹ آمریکا به نویسندگی و کارگردانی منهال بیگ است. این فیلم در جشنواره ساندنس به نمایش درآمد و در ۲۲ اکتبر ۲۰۱۹ با اکران نمایشی محدود اکران شد و در ۶ دسامبر ۲۰۱۹ از طریق اپل تی وی پلاس پخش دیجیتال پخش شد. این فیلم به‌طور کلی نقدهای مثبتی دریافت کرده‌است. این فیلم بر اساس فیلم کوتاه قبلی بیگ در سال ۲۰۱۶ ساخته شده‌است.

## داستان
هالا مسعود یک دختر مسلمان هفده ساله آمریکایی پاکستانی است که با برخورد ارزشهای خانواده‌اش در برابر خواسته‌هایش دست و پنجه نرم می‌کند. مادرش نگران است تا هالا به پسران نزدیک شود و اسکیت بورد بازی کند، درحالی‌که او در مدرسه به پسری به نام جسی که یک غیر مسلمان است علاقه یک طرفه دارد (ولی خانواده هالا انتظار دارند هالا با یک مسلمان ازدواج کند). با کشیده شدن هالا به سمت جسی، برخلاف خواسته خانواده اش، مشکلات کم‌کم به اوج خود می‌رسد. در این بین، هالا می‌فهمد که ازدواج والدینش نیز دارای مشکلاتی بوده‌است که قبلاً هرگز از آنها چیزی نمی‌دانست.

## بازیگران
- جرالدین ویسواناتان در نقش هالا مسعود
- جک کیلمر در نقش جسی
- پوربی جوشی در نقش ارم مسعود
- آزاد خان در نقش زاهد مسعود
- گابریل لونا در نقش آقای لارنس
- آنا چلومسکی در نقش شانون تیلور
- تیلور بلیم در نقش ملانی

## تولید
در نوامبر ۲۰۱۷، گرالداین ویسونافن، جک کیلمر، آنا چلومسکی، گابریل لونا، پوربی جوشی و آزاد خان به جمع بازیگران این فیلم پیوستند. و مینال بیگ کارگردانی فیلمنامه ای را که خود او نوشته بود را انجام داد.

## انتشار
اولین نمایش جهانی آن در جشنواره فیلم ساندنس در تاریخ ۲۶ ژانویه ۲۰۱۹ بود. مدت کوتاهی بعد، اپل تی وی + حق پخش آنلاین فیلم را به دست آورد. فیلم در نوامبر ۲۲، ۲۰۱۹ در یک اکران محدود منتشر شد. و پخش آنلاین آن در ۶ دسامبر ۲۰۱۹ شروع شد.

## نظرات
فیلم هالا نظر مثبت منتقدان سینما را دریافت کرد. این فیلم امتیاز ۸۸٪ را در وب سایت تجمع نظر Rotten Tomatoes، بر اساس ۳۳ بررسی، با میانگین وزنی ۸٫۷۹ / ۱۰، کسب کرده‌است. در مورد اتفاق نظر منتقدین آمده‌است: «هالا با پشتیبانی از اجرای قدرتمند مرکزی توسط جرالدین ویسواناتان، نگاهی بصیر به سفر کشف یک زن جوان ارائه می‌دهد.» در Metacritic، این فیلم دارای رتبه ۷۵ از ۱۰۰ است که بر اساس نظر ۱۱ منتقد، نشان دهنده «بررسی‌های معمول مطلوب» است.
سالونی گجار در یک نقد مثبت برای که برای The AV Club نوشته‌است، این فیلم را به خاطر درخشش «نوری تازه در حوزه‌های کشف خود نوجوان» ستود. ایمی نیکلسون برای مجله ورایتی نوشت، «لمس طبیعت گرایانه» بیگ و عملکرد ویسواناتان را ستود. این درحالی است که بندرا ژوئیه، برای هالیوود ریپورتر نوشت، این فیلم «پایان ناخوشایند و منسجم» دارد.